# 日本労働弁護団
日本労働弁護団（にほんろうどうべんごだん）とは、労働者の権利擁護活動を行う日本の弁護士団体。本部を東京都におき、会員は1,400人。

## 概要
1957年（昭和32年）5月、労働者及び労働組合の権利擁護活動を行う弁護士の結集を求める、当時の日本労働組合総評議会（略称・総評）の呼びかけに応えるかたちで「総評弁護団」が結成され、日本のすべての労働者・労働組合の権利確立に寄与する弁護士の団体として活動することを目標とした。
1989年（平成元年）に、総評が解散したことに伴い、同年10月、「日本労働弁護団」と名称を変更、今日に至る。
社会保険労務士の権限拡充について、「社会保険労務士は経営者サイドの人間だ」として、一貫して反対の立場を取り続けている。